# Ibis du Cap
Geronticus calvus
Espèce
Statut de conservation UICN

 VU A3c+4c;C2a(ii) : Vulnérable
Statut CITES
L'Ibis du Cap (Geronticus calvus), également appelé ibis à tête déplumée, est une espèce d'oiseaux aquatiques de la famille des Threskiornithidae.